# Isócrates
Isócrates (griego antiguo Ἰσοκράτης, Isokrátês) (Atenas, 436 a. C. - ibíd. 338 a. C.) fue un orador, logógrafo, político y educador griego, creador del concepto de panhelenismo.

## Biografía
Nació en el año 436 antes de Cristo, en el demo de Erquía, en el Ática, durante la octogésimosexta Olimpiada, bajo el arcontado de Lisímaco de Mirriunte. Era hijo de Teodoro y Hedito, y tenía dos hermanos, Telesipo y Diomnesto, y una hermana, Ánaco. Su padre poseía esclavos que fabricaban flautas, quizá también otros instrumentos musicales, y este comercio le aseguró una fortuna que le hizo pertenecer a una clase media pudiente; sabemos esto porque poetas cómicos como Aristófanes le recordaron de continuo este humillante oficio. Los tres hermanos recibieron una excelente educación gracias a su desahogada situación económica, que además permitió a Isócrates ser corego.
Asistió en Atenas a los debates y discusiones de Sócrates y los cursos de Terámenes y, también, Gorgias, que estuvo en Atenas en 427 a. C. en calidad de embajador tras un viaje a Tesalia. También se cuentan entre sus maestros a Pródico de Ceos y a Tisias de Siracusa.
Isócrates se transformó en un seguidor en los aspectos formales de Gorgias y en los ideológicos de Sócrates. Platón lo alabó en su diálogo Fedro. Y como perdió la herencia paterna en la guerra contra Esparta (la guerra del Peloponeso), y dada su sólida formación académica, optó por trabajar en la enseñanza para poder sostenerse económicamente. De este modo, dirigió una escuela de oratoria en la isla de Quíos, y al volver a Atenas, hacia el año 403 a. C., trabajó como logógrafo escribiendo discursos judiciales y políticos por encargo; no inició una carrera política, ya que era tímido, de complexión menuda y débil y con poca voz. Sin embargo, fundó en el año 392 a. C. una importante escuela de oratoria que se hizo muy famosa, no solo por la eficacia de su instrucción, sino también por el hecho (emanado de su formación socrática y platónica) de incluir en su plan de estudios la educación ética del ciudadano, en lo que se distinguió claramente de sus principales competidores, los sofistas, cuya falta de referentes éticos atacó. La finalidad de esta reforma educativa era, en el fondo, propiciar una regeneración política, pues Isócrates perseguía la unificación de Grecia como única forma de evitar la invasión de los persas (es la idea central de su famoso Panegírico, compuesto el año 380 a. C.).
El ciclo de estudios de su escuela duraba entre tres y cuatro años y la relación que sostenía con sus estudiantes era íntima y afectuosa, en lo que ayudaba su reducido número (un máximo de nueve) para ejercer una influencia directa en cada uno y dedicar todo el tiempo posible a su formación como hombres políticos. Su propósito era recuperar el esplendor de la cultura griega creando una nueva juventud por medio de la educación (paideía) con la intención de reformar la ciudad-estado por medio de sus futuros líderes. Éstos, como factor multiplicador, actuarían como los guías y educadores del resto de la ciudadanía, pues esa era la única forma de consolidar instituciones fuertes y políticamente tan sanas como los ciudadanos que las formaran; esta fue la semilla del posterior humanismo occidental. De forma más concreta, Isócrates puso sus esperanzas de regeneración al principio en el proyecto político de Filipo II de Macedonia.
Su escuela empezaba a ser víctima de su propio éxito. Llegó a contar con cien alumnos que pagaban mil dracmas cada uno; él mismo estaba muy solicitado como orador: Plutarco refiere que, por ejemplo, Nicocles de Chipre le pagó la crecidísima suma de veinte talentos por sus discursos πρὸς Νικοκλέα. De esta forma recuperó su posición económica personal y fue llamado a ejercer la trierarquía (liturgia muy onerosa para quien la ejercía) y al final, aunque se excusó el 355 a. C., tuvo que ocuparla en el 352 a. C. En su discurso περὶ ἀντιδόσεως πρὸς Λυσίμαχον se hace referencia a este hecho.
Durante unos años vivió con una hetera ateniense, pero más tarde se casó con Platana (Plathane), viuda del orador Hipias de Elis, y adoptó a su joven hijo Afareo. Según Diógenes Laercio, Aristóteles de Sicilia, un retórico griego, escribió un panegírico sobre él y su obra.
Su estilo es fluido, de frase compleja y abundante en antítesis. Educó a los oradores Hipérides, Iseo y Licurgo; sus enseñanzas son también patentes en oradores posteriores como el griego Demóstenes o el romano Cicerón. Se conservan de él 21 discursos y 9 cartas. Los críticos alejandrinos le asignaron el cuarto lugar entre los oradores griegos, aunque fue sin duda alguna el más influyente.
Isócrates aborrecía la filosofía platónica diciendo: "Desapruebo la paideía llegada a nuestros días, a saber la geometría, la astronomía y la discusión de cuestiones litigiosas. La joven generación encuentra en esto un gran placer. En los ancianos nadie lo sentirá más que como algo insoportable".
Falleció víctima de un ayuno voluntario por la pérdida de la independencia de Grecia tras la Batalla de Queronea, el año 338 a. C..

## Pensamiento político
Isócrates fue un gran crítico del régimen oligárquico de los Treinta, así como un gran crítico de los demagogos de su tiempo, que alguna vez identifica con el régimen de los Cuatrocientos y que opone a la figura de Pericles en moralidad y en compromiso con la polis. Sus ideas políticas se ajustan por lo general al contexto del momento, de manera que en ocasiones defiende la monarquía (Nicocles), en ocasiones la aristocracia (Areopagítico) y en ocasiones la democracia (Sobre el cambio, Panegírico). A lo largo de su obra, son constantes el repudio a la tiranía, el rechazo al sistema de sorteo de magistraturas, propio de la democracia de su tiempo, y la reducción del poder político del Consejo del Areópago, ideas que lo acercan a un pensamiento más aristocrático que democrático puro. En general, parece conformarse con una "democracia mezclada de aristocracia", como él mismo la llama en el Panatenaico, un sistema coincidente con la "democracia moderada" que representaba el político Terámenes, cuya Constitución, según Tucídides, era "una sabia combinación de oligarquía y democracia" (VIII, 97).

## Obras

Isokratous Apanta, 1570

La Antigüedad le atribuyó una sesentena de discursos, de los que la mitad solamente serían auténticos: Dionisio de Halicarnaso creyó que solo 25 eran suyos, y Cecilio 28. Se han conservado seis, compuestos en su actividad de logógrafo, dos elogios, muy característicos del gusto sofístico por los encomios paradójicos, y lo que se podría llamar manifiestos políticos.
Los discursos propios de un logógrafo que se han transmitido con su nombre son acaso muestras usadas en su escuela para ejemplificar sus enseñanzas. Son los siguientes:
- Contra Eutino (403 o 402 a. C.): discurso poco desarrollado sobre un proceso de restitución de dinero en favor de un tal Nicias. El demandante no tenía testigos que presentar, e Isócrates se apoya en la pertinencia de su razonamiento.[8]

- Contra Calímaco (402 o 401 a. C.): pide una excepción (παραγραϕή), en virtud de una ley instaurada por Arginos.[9]

- Contra Logites (entre el 400 y el 396 a. C.)[10]

- Sobre el trofeo (396 o 395 a. C.): defiende al hijo de Alcibíades; su padre fue acusado, tras su triple victoria olímpica del 416 a. C., de no devolver uno de los trofeos. La demanda se retomó después contra su hijo, ya mayor.

- Trapecítica (entre el 393 y el 391 a. C.): contra un trapezita (banquero que rehusó devolver un depósito.) El demandante era originario del reino del Bósforo.[11]

- Eginética (390 o 391 a. C.): proceso sobre un asunto de herencia de fuera del Ática. Trasluce el renombre internacional de Isócrates.[12]

Figuran igualmente algunos elogios, entre los cuales un Elogio de Helena (publicado entre el 390 y el 380 a. C.), y un Busiris (publicado antes del 390 a. C.), característicos del gusto sofístico por los elogios paradójicos. Se puede añadir Contra los sofistas, publicado alrededor del 390 a. C., y que formaba ciertamente parte de la enseñanza de Isócrates.
Lo esencial está formado por lo que podría llamarse manifiestos políticos:
- Panegírico (Πανηγυρικός), 380 a. C.[6]
- Arquidamos (365 a. C. / 362 a. C.)[14]
- Sobre la paz (356 a. C.)[15]
- La Areopagítica (ca. 354 a. C.), que inspiró la obra del mismo título del poeta inglés John Milton.[16]
- A Filipo (346 a. C.)[17]
- Panatenaica (entre el 342 y el 339 a. C.)[18]

Sus otras obras son:
- Plataico.[19]
- A Nicocles.[20]
- Nicocles.[21]
- Evágoras.[22]
- Sobre el cambio.

Se añaden 9 cartas y algunos fragmentos.

## Cronología
- Discursos judiciales: Contra Eutino, Contra Calímaco, Contra Loquites, Sobre las bigas, Trapecítico y Eginético. Todos ellos fueron escritos entre 403 y 390 a. C. Sabemos que al menos tres fueron contestados durante el proceso por discursos preparados por Lisias.
- A Demónico. Conjunto de proverbios y sentencias. De fecha indeterminada, y de autoría incierta.
- Contra los sofistas. Un discurso epidíctico, una suerte de «declaración de principios» al abrir su escuela de retórica, en el 390 a. C.
- Elogio a Helena. Discurso epidíctico levemente posterior al anterior.
- Busiris. Discurso epidíctico que puede fecharse entre 390 y 385 a. C.
- Panegírico (380 a. C.).
- Plateense (374-371 a. C.).
- A Nicocles (hacia el 374 a. C.).
- Nicocles (372-365 a. C.).
- Evágoras (370-362 a. C.).
- Arquidamo (¿366 a. C.?).
- Sobre la paz (357-355 a. C.).
- Areopagítico (357-354 a. C.).
- Antídosis (354/353 a. C.).
- A Filipo (346 a. C.).
- Panatenaico (339 a. C.).
- 9 Cartas (atribuidas). Salvo la IV y la VIII (que contienen recomendaciones), las demás son consejos políticos, donde destaca la idea panhelénica constante en la producción de Isócrates. El orden cronológico reconstruido sería VI, I, IX, VIII, VII, II, V, IV y III.[23]

## Traducciones
Diego Gracián tradujo el A Nicocles en 1570, aunque en realidad parece una versión de la traducción latina de Erasmo de 1518. Las obras completas de Isócrates fueron vertidas por el helenista Antonio Ranz Romanillos a fines del siglo XVIII (Madrid: Imprenta Real, 1789). Enrique Ataide y Portugal publicó poco después una antología francesa de Pensamientos morales de Isócrates en varios tomos (Madrid, Oficina de Aznar, 1802). El humanista José Musso y Valiente tradujo asimismo algunos pasajes para hacerse una excerpta de sus obras. Modernamente ha trasladado al español su obra completa Juan Manuel Guzmán Hermida para la Biblioteca clásica de la Editorial Gredos (1979). Existe asimismo la catalana de Juan Castellanos y Vila (Barcelona: Fundación Bernat Metge, 1971-1999).

## Frases famosas
- "No perseveréis siempre en vuestro derecho con rigor; no peleéis más que cuando os sea útil vencer."
- "Sed ávidos de saber y llegaréis a ser sabios."
- "Sed moderados en el castigo; que la pena esté siempre por debajo del delito."
- "De todas nuestras posesiones, sólo la sabiduría es inmortal".
- "Si llegáis a tener gustos despreciables, escondedlos; pero que vuestro ardor por las cosas grandes no deje nunca de mostrarse".
- "No hay raza más enemiga de la mayoría que los malos oradores y los malos demagogos"